# Перетин множин
Теоретико-множинні операції
{\displaystyle {\overline {A}}\;} доповнення

{\displaystyle A\cup B\;} об'єднання

{\displaystyle A\cap B\;} перетин

{\displaystyle A\setminus B\;} різниця

{\displaystyle A\triangle B\;} симетрична різниця

{\displaystyle A\times B\;} декартів добуток
В математиці, зокрема в теорії множин, пере́тином[джерело?] двох множин A і B називається множина, яка складається з усіх елементів множини A, які водночас належать і множині B та навпаки (всі елементи множини B, які належать A) і тільки них. Вона і позначається як "A∩B та є підмножиною обох.
Формально: 
{\displaystyle A\cap B=\{x\mid x\in A\wedge x\in B\}.}; {\displaystyle A\cap B\subseteq A\land A\cap B\subseteq B}

Перетин множин A та B

Якщо одна множина є підмножиною другої, то їхній перетин дорівнює першій множині:
{\displaystyle A\subseteq B\to A\cap B=A}
Якщо перетин двох множин A і B є порожнім, тобто не містить спільних елементів, то кажуть, що такі множини не перетинаються.
Цей факт позначається як A∩B = Ø.
Приклади:
- {1, 2, 3} ∩ {2, 3, 4} = {2, 3}.
- {1, 2} ∩ {3, 4} = Ø.

## Алгебраїчні властивості
- Перетин множин є бінарною операцією на довільному булеані {\displaystyle 2^{X}};
- Операція перетину множин комутативна:

{\displaystyle A\cap B=B\cap A;\!}
- Операція перетину множин асоціативна:

{\displaystyle (A\cap B)\cap C=A\cap (B\cap C);\!}
- Універсальна множина {\displaystyle X} є нейтральним елементом операції перетину множин:

{\displaystyle A\cap X=A;\!}
- З вищеперечислених властивостей випливає, що булеан з операцією перетину множин є абелевою групою;
- Операція перетину множин ідемпотентна:

{\displaystyle A\cap A=A;\!}
- Якщо {\displaystyle \emptyset } — порожня множина, то

{\displaystyle A\cap \emptyset =\emptyset .}

## Перетин довільної кількості множин
В загальному випадку, якщо множина M є непорожньою множиною, елементами якої в свою чергу є множини. Тоді елемент x є елементом перетину M тоді й тільки тоді, коли для кожного елемента A з M, x є елементом A.
В символьній формі:
{\displaystyle x\in \bigcap \mathbf {M} \iff \forall A\in \mathbf {M} ,\ x\in A.}
Наприклад, множина A∩B∩C є перетином такої колекції множин {A,B,C}.
Позначення перетину довільної кількості множин такі:
{\displaystyle \bigcap \mathbf {M} ,} або {\displaystyle \bigcap _{A\in \mathbf {M} }A.}
Остання нотація може бути узагальнена до
{\displaystyle \bigcap _{i\in I}A_{i},}
що позначає перетин колекції множин {Ai : i ∈ I}.
Тут I - непорожня множина, і Ai - множина для кожного i в I.
В цьому випадку I є індексна множина (тобто множина індексів, натуральних чисел), і можна застосувати нотацію, аналогічну нотації для сум:
{\displaystyle \bigcap _{i=1}^{\infty }A_{i}}
Також можна писати "A1 ∩ A2 ∩ A3 ∩ ...